# Amt Lindholm
Das Amt Lindholm war ein Amt im Kreis Südtondern in Schleswig-Holstein. Es bestand aus den fünf Gemeinden Risum, Lindholm, Stedesand, Störtewerkerkoog und Wester-Schnatebüll.

## Geschichte
1889 wurde im Kreis Tondern der Amtsbezirk Lindholm aus den beiden Gemeinden Lindholm und Risum gebildet. 1948 wurde der Amtsbezirk aufgelöst und die Gemeinden bildeten fortan das Amt Lindholm. 
Nach der Auflösung des Amtes Enge wurden die Gemeinden Stedesand, Störtewerkerkoog und Wester-Schnatebüll 1966 eingegliedert. 1967 wurde das Amt aufgelöst und die Gemeinden bildeten mit den Gemeinden der Ämter Dagebüll und Fahretoft das Amt Bökingharde. 
Zum 31. Dezember 1969 fusionierten Risum und Lindholm zur Gemeinde Risum-Lindholm. 1974 wurden Störtewerkerkoog und Wester-Schnatebüll nach Stedesand eingemeindet.